# Castillo de Cortewalle
El Castillo de Cortewalle (en neerlandés: Kasteel Cortewalle) es una fortaleza renacentista situada en la localidad de Beveren, provincia de Flandes Oriental, en Bélgica. 

## Características
El edificio, de discreto tamaño, fue construido en el siglo XV con gres blanco y en estilo flamenco renacentista. Consta de un foso que lo rodea y es uno de los más antiguos de la región de Waasland.

## Historia
El castillo original fue encargado y levantado por la familia Triest (probablemente Antonius Triest, de Gante), pasando en el siglo XVIII a los Goubau primero y a los condes de Brouchoven de Bergeyck después. Estos últimos lo conservaron hasta el año 1960, año en el que se lo vendieron al municipio de Beveren.

## Uso actual
A partir del año 1966 el edificio tiene varios usos diferentes. Por un lado es el "Museo Municipal de Beveren" y archivo de la importante y prolija documentación de la familia Brouchoven de Bergeyck y por otro también se dedica parte de él a la organización de eventos.

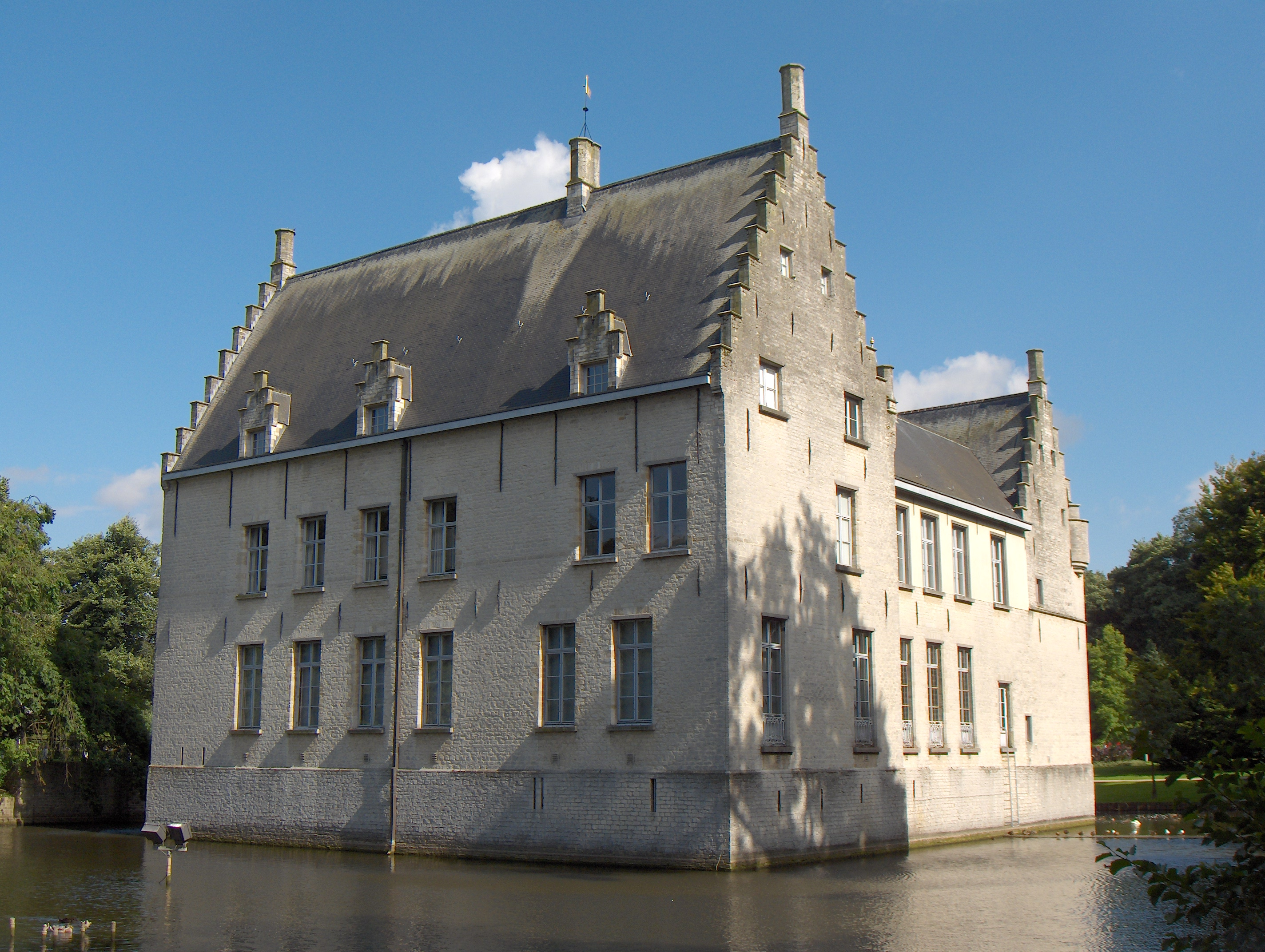
Vista norte del castillo

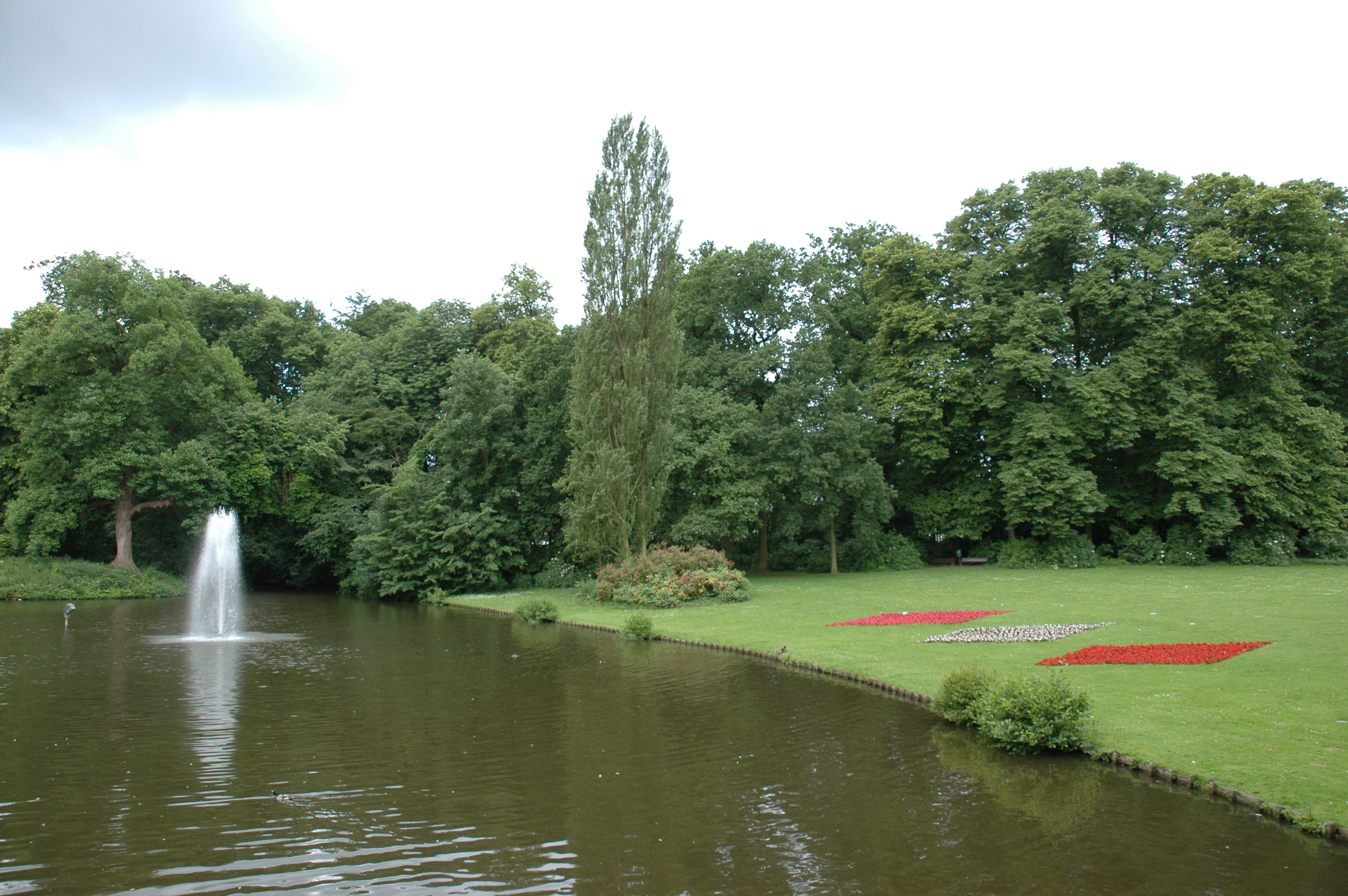
Zona del parque que rodea el castillo